# گوروویچ
گوروویچ (به صربی: Gorovič) یک منطقهٔ مسکونی در صربستان است که در توپولا واقع شده‌است. گوروویچ ۳۱۹ نفر جمعیت دارد.